# El Doctor baila
El Doctor baila (The Doctor Dances) es el décimo episodio de la primera temporada moderna de la serie británica de ciencia ficción Doctor Who, emitido originalmente el 28 de mayo de 2005. Es la segunda parte de la historia iniciada en El niño vacío, y en ella Jack Harkness, interpretado por John Barrowman, se unió al Noveno Doctor y Rose Tyler como acompañante. La conjunción de los episodios El niño vacío y El Doctor baila ganó el premio Hugo 2006 a la mejor presentación dramática en forma corta.

## Argumento
Tras hacer retroceder a la horda de zombis con máscaras de gas a la que se enfrentaron el Doctor, Rose y Jack, estos comienzan a investigar la identidad del niño vacío original, el supuesto hermano de Nancy, y pronto se encuentran que él ha llegado hasta allí, y al seguir llamando a su madre despierta a todos los zombis que vuelven a rodearlos, por lo que tendrán que escapar del hospital. Cuando lo hacen, descubrirán que la epidemia ha comenzado a transmitirse por el aire, por lo que ya sólo es cuestión de tiempo que ellos mismos y toda la humanidad queden convertidos en zombis. Nancy tendrá que enfrentarse al mayor secreto de su vida para evitar que la humanidad sea destruida.

### Continuidad
Jack menciona Pompeya como otro lugar ideal para una estafa, aunque bromeando dice que él fue el que puso la alarma del "día del volcán". Esa frase la utilizó de nuevo el Décimo Doctor en Los fuegos de Pompeya cuando estuvo presente en la auténtica erupción del Vesubio.
Se establece que Jack proviene del siglo LI, un periodo significativo en el universo de Doctor Who, al ser el periodo en el que el hombre se dirigió a las estrellas (The Invisible Enemy) así como la época de nacimiento de K-9. Otros eventos del siglo LI incluyen una nueva edad de hielo, la casi llegada de una guerra mundial, los primeros experimentos de viajes en el tiempo, el establecimiento de la Agencia del Tiempo y la subida y caída del malvado Magnus Greel (The Talons of Weng-Chiang). Partes del episodio La chica en la chimenea y la integridad de Silencio en la biblioteca / El bosque de los muertos y El tiempo de los ángeles / Carne y piedra, todos escritos también por Steven Moffat, tienen lugar en esta época.
Como se menciona en Doctor Who Confidential, en este episodio "bailar" se usa como metáfora del acto sexual. En este contexto, frases como "El mundo no se va a acabar porque el Doctor baile", con el Doctor ofendiéndose porque Rose asume que él no baila y el Doctor diciendo al final que él recuerda que puede hacerlo, son referencias a la longeva controversia sobre la sexualidad del Doctor y si la serie debería o no mencionarla. Moffat también alude a esta metáfora en La chica en la chimenea con la frase "Llega un momento en la vida, Señor del Tiempo, en el que todo chico solitario debe aprender a bailar".
Siguiendo el arco argumental del "lobo malo", la bomba alemana en la que se sienta Jack tiene las palabras Schlechter Wolf grabadas en su superficie, que traducidas del alemán significan "Lobo malo".

## Producción
El título provisional de esta historia fue Captain Jax (Capitán Jax). En los comentarios del DVD, el escritor Steven Moffat revela que hasta el último momento, los nanogenes se llamaban "nanitos". Sin embargo, la editora de guiones Helen Raynor decidió que este nombre era demasiado similar a unos dispositivos nanotecnológicos similares en Star Trek: La nueva generación. Moffat había usado por primera vez la frase "La vida sólo es un modo natural de mantener la carne fresca" en la segunda temporada de su sitcom de los noventa Joking Apart. La reutilizó aquí porque pensó que era buena, pero se lamentó de que la gente citara la línea a partir de este episodio en lugar de aquel.
La escena final en el lugar del accidente de la nave se filmó en Barry Island, en Gales, entre otras escenas que también se rodaron en la zona.

## Emisión y recepción
El Doctor baila tuvo una audiencia definitiva de 6,86 millones de espectadores en Reino Unido.
SFX dijo que la historia en dos partes lo tenía "todo", alabando particularmente el guion de Moffat. En 2012, Dave Golder, de la misma revista, calificó El niño vacío como un buen ejemplo de "episodio de niño horripilante" de ciencia ficción. A Den Hogan de Digital Spy no le gustó Barrowman como el capitán Jack, pero calificó el episodio como "uno particularmente horripilante en la temporada" a pesar de Jack y "la brevedad del buen y escalofriante pequeño cameo de Richard Wilson". Después calificó El niño vacío y El Doctor baila como los mejores episodios de la temporada. Arnold T Blumburg de Now Playing le dio a El Doctor baila una nota de sobresaliente, escribiendo que "puede ser el primer punto alto de producción y argumento de la primera temporada hasta ahora". Dijo que el episodio "logra presentar suavemente una tonelada de tecnojerga con claridad y precisión" y alabó el diálogo y el clímax "estimulante".
La escena en la que el niño sorprende al Doctor, Rose y Jack en la habitación 802 fue votada por los espectadores "El momento de oro de 2005" de televisión, como parte del programa de la BBC 2005 TV Moments. En una encuesta de Doctor Who Magazine de 2009, la historia en dos partes se votó como el quinto mejor episodio de Doctor Who. The Daily Telegraph calificó la historia la cuarta mejor del programa en 2008. En 2011, antes de la emisión de la segunda parte de la sexta temporada, The Huffington Post calificó El niño vacío y El Doctor baila como uno de los cinco episodios esenciales que debe ver un nuevo espectador.
La conjunción de El niño vacío y El Doctor baila ganó el premio Hugo 2006 a la mejor presentación dramática en forma corta.